# Aurelio Baldor
Aurelio Ángel Baldor de la Vega (La Habana, 22 de octubre de 1906-Miami, 2 de abril de 1978) fue un matemático, profesor, escritor y abogado cubano. Autor del libro Álgebra de Baldor, publicado en 1941 y reeditado en numerosas ocasiones. 
Se conocen otros libros suyos, como  Aritmética de Baldor, Geometría plana y del espacio y Trigonometría de Baldor.

Álgebra de Baldor con la imagen del matemático Al-Juarismi.

## Biografía

### Revolución cubana
A partir de la Revolución cubana (1959), el Colegio Baldor fue expropiado por el Gobierno de Cuba, y los alumnos dejaron de pagar pensiones. Su casa en la playa de Tarará, al este de La Habana, fue expropiada. Según su hijo Daniel Baldor Aranalde, Raúl Castro ordenó retenerlo. Pero Camilo Cienfuegos lo protegió.[cita requerida] Por esa época, Baldor empezó a sentir malestares de próstata.
A la muerte de Cienfuegos, en 1960, Baldor decidió abandonar el país con su familia. El 19 de julio de 1960, partió a México; luego se marchó a Estados Unidos, primero a Nueva Orleans y después a Nueva York, y residió en Queens. Más tarde, consiguió trabajo como profesor en la Universidad de San Pedro, en Jersey City, Nueva Jersey, ciudad a donde se mudó. También ocupó el puesto de jefe de cátedra de Matemática en la Stevens Academy, de Hoboken, Nueva Jersey. Se dedicaba al estudio de teoremas y gestación de ejercicios de matemática precálculo. Finalmente, Aurelio Baldor, ya retirado, y con severos problemas de memoria, se fue con su esposa, Moraima Aranalde, y sus hijos a Miami, donde falleció el 2 de abril de 1978, a causa de un enfisema pulmonar.